# V šeru dávných věků
V šeru dávných věků je soubor čtyř krátkých próz pro děti a mládež českého spisovatele, pedagoga a archeologa Eduarda Štorcha z roku 1920. Jsou to Osada na Vlachovce, Příchod Slovanů, Čarodějův učedník, Na Maninách.
 Děj těchto krátkých literárních útvarů se odehrává v době bronzové především na území dnešní Prahy a je přímo inspirován autorovými vlastními archeologickými nálezy (jako jsou kamenný mlýnek na mletí zrn z osady na Vlachovce, popelnice a žárové hroby z osady na Maninách).
Povídka Čarodějův učedník vyšla i samostatně.

## Obsah
Kniha obsahuje čtyři povídky (5. vydání, nakladatelství Albatros, 1972):
- Osada na Vlachovce (příběh se odehrává na březích Vltavy 1 200 let před naším letopočtem)
  - Polední mračno
  - Mračno od severu
- Příchod Slovanů (líčí postup Slovanů do Čech okolo let 1 200 př. n. l.)
  - Na cestu do nové vlasti
  - Vstup do Čech
  - Neznámý lid
  - Překážka
  - Praotec Čech
- Čarodějův učedník (děj se odehrává okolo let 800 př. n. l.)
  - Smrt Lesního medvěda
  - V šamanově zajetí
  - Větříkův návrat
- Na Maninách
  - Noční výjev
  - Láska vítězí
  - Svatba
  - Záhuba osady